# Charles Philippe Henri de Noailles
Pour les articles homonymes, voir Charles de Noailles.
Pour les autres membres de la famille, voir Maison de Noailles.
Henri Charles Philippe de Mouchy de Noailles de Poix, 8e prince de Poix, 5e duc espagnol de Mouchy, 4e duc français de Mouchy et duc de Poix, est un gentilhomme et un parlementaire français, né le 9 septembre 1808 à Paris où il est mort le 25 novembre 1854.

## Biographie
Fils d'Antonin-Claude-Dominique-Just de Noailles (1777-1846), duc de Mouchy, et de la duchesse Mélanie de Talleyrand-Périgord (1785-1863), il épousa le 6 avril 1834 Anne-Marie-Cécile de Noailles (1812-1858), fille d'Alfred-Louis-Dominique-Vincent-de-Paul de Noailles (1784-1812) et de la vicomtesse Rosalie-Charlotte-Antoinette-Léontine de Noailles.
Ils eurent deux enfants :
- Antoine-Just-Léon-Marie (1841-1909), duc de Mouchy, prince-duc de Poix ;
- François-Marie-Olivier-Charles (1843-1861).

Député de l'Oise en 1849 et 1852, sous la Seconde République, il siège à la Commission sur l'assistance et la prévoyance publiques.

## Titres
- 1834 : 8e prince de Poix
- 1846 : 5e duc espagnol de Mouchy, 4e duc français de Mouchy et duc de Poix

## Hommage
- Un monument en hommage à son action pour la réalisation de la ligne de Creil à Beauvais  est inauguré le 20 septembre 1857 sur la place de la gare de Mouy[2]. Il comporte une œuvre, réalisée par le sculpteur Carlo Marochetti, intitulée « buste du duc de Mouchy »[2].

## Sources
- « Charles Philippe Henri de Noailles », dans Adolphe Robert et Gaston Cougny, Dictionnaire des parlementaires français, Edgar Bourloton, 1889-1891 [détail de l’édition]